# برایان لیچ
برایان لیچ (انگلیسی: Brian Leetch؛ زادهٔ ۳ مارس ۱۹۶۸) بازیکن هاکی روی یخ اهل ایالات متحده آمریکا است.
وی همچنین برندهٔ جوایزی همچون جام استنلی و تالار افتخارات هاکی شده‌است.
از باشگاه‌هایی که در آن بازی کرده‌است می‌توان به نیویورک رنجرز اشاره کرد.